# Suiattle
 Ovo je glavno značenje pojma Suiattle. Za rijeku u američkoj saveznoh državi Washington pogledajte Suiattle (rijeka).
Suiattle, nekadašnje samostalno pleme ili ogranak Skagit Indijanaca (Smith, 1941) koji su živjeli uz rijeku Suiattle u Washingtonu. Njihovo glavno selo nalazilo se kod ušća Suiattle. Potomci im danas žive na rezervatu Sauk-Suiattle sa Sauk Indijancima s kojima su ujedinjeni u jedno pleme, Sauk-Suiattle.
U prošlosti, kultura je pripadala Sjeverozapadnoj obali: cedrove duge kuće (longhouses), kanui, ribolov. Broj im počinje opadati u drugoj polovici 19. stoljeća, da bi plemenska populacija Suiattla i Sauka 1924. bila svedena na 18. 
Suvremena Sauk-Suiattle populacija iznosi oko 200.